# Agelasta basispreta
Agelasta basispreta là một loài bọ cánh cứng trong họ Cerambycidae.